# Karlovy Vary
Karlovy Vary (alemany: Karlsbad) és una ciutat de l'oest de la República Txeca amb 53.708 habitants (2008), ubicada a la confluència de l'afluent Teplá amb el riu Ohře (anomenat també Eger al seu pas per Alemanya). Karlovy Vary és una de les ciutats-balneari més famoses i amb més llarga tradició de tot el món.

## Geografia
Karlovy Vary és una ciutat ubicada al punt de confluència del riu Ohře (alemany: Eger) amb l'afluent Teplá. El centre de la ciutat, juntament amb la seu de l'administració, l'estació de tren (dolní nádraží) i altres complexos industrials, s'estén al llarg de la vall del riu Ohře. Els balnearis, per altra part, se situen al llarg de l'estreta la vall del riu Teplá.
A l'oest de la ciutat s'hi troba la conca de Sokolov (txec: Sokolovská pánev, alemany: Falkenauer Becken), la segona regió més important de Txèquia pel que fa a pedreres d'extracció de lignit, amb diverses centrals tèrmiques.

### Divisió de Karlovy Vary
Les regions dintre de Karlovy Vary són:
| - Bohatice (alemany: Weheditz) - Cihelny (alemany: Ziegelhütten) - Čankov (alemany: Schankau) - Doubí (alemany: Aich) - Drahovice (alemany: Drahowitz) - Dvory (alemany: Meierhöfen) - Hůrky (alemany: Berghäuseln) - Karlovy Vary (alemany: Karlsbad) - Ciutat | - Olšová Vrata (alemany: Espenthor) - Počerny (alemany: Putschirn) - Rosnice (alemany: Roßnitz) - Rybáře (alemany: Fischern) - Sedlec (alemany: Zettlitz o Zedtlitz) - Stará Role (alemany: Alt Rohlau) - Tašovice (alemany: Taschwitz) |

## Història
És incert quan la regió de Karlovy Vary va ser inicialment poblada, però en tot cas s'han trobat restes d'assentaments prehistòrics, de l'edat del bronze tardana i dels primers assentaments eslaus. El poder curatiu de les aigües termals de Karlovy Vary ja era conegut el s. XIV, prova d'això n'és el fet que el 14 d'agost de 1370 el rei bohemi i emperador del Sacre Imperi Romanogermànic Carles IV de Luxemburg va atorgar el títol de ciutat reial a Karlovy Vary, indret que aleshores s'anomenava tot just Vary (en eslau bany càlid) i que en alemany posteriorment va passar a denominar-se Karlsbad (el bany de Karl), en honor del rei Carles IV.
Inicialment, les fonts d'aigua eren només usades per a banyar-se, però a partir del s.XVI l'aigua va passar a també ser utilitzada com a teràpia curativa. El 1522 es va publicar la primera dissertació escrita sobre les propietats curatives de les fonts.
El 9 de maig de 1582 la ciutat va quedar inundada pels rius i el 13 d'agost un incendi la destruí quasi totalment. D'altra banda, la Guerra dels Trenta Anys va deixar també les seves seqüeles i només a poc a poc la ciutat es va anar recuperant. El 1707 l'emperador Josep I del Sacre Imperi Romanogermànic va atorgar tots els privilegis a Karlovy Vary, que ara va passar a gaudir del títol de Ciutat Reial.
L'explotació de les aigües termals es va anar desenvolupant sobretot gràcies a les visites del tsar Pere I de Rússia els anys 1711 i 1712. Precisament el 1711 va ser també l'any en què es va construir el primer balneari de la ciutat. El 1759 es va introduir una taxa sobre l'ús de les aigües termals, contribució que havia de servir per ajudar a reconstruir la ciutat.

## Agermanaments de la ciutat
Karlovy Vary és ciutat agermanada amb Baden-Baden i Bernkastel-Kues a Alemanya, Carlsbad als Estats Units d'Amèrica així com Kusatsu al Japó.

## Banys
- Elisabethbad, Becher-Bad (Alžbětiny Lázně, Lázně 5)
- Schlossbad (Zámecké Lazně)
- Lázně III

## Industria
- Mineralwasserabfüllung (Marken Mattoni und Magnesia)
- Likör Becherovka
- Glashütten (Moser-Glas)
- Porzellanherstellung (Karlsbader Porzellan)
- Karlsbader Oblaten

## Personalitats

### Ciutadans honorífics
- Johann Wenzel Peter (1745–1829), Maler
- August Pfizmaier (1808–1887), österreichischer Sinologe und Japanologe
- Johann Josef Loschmidt (1821–1895), Physiker und Chemiker
- Heinrich Edler von Mattoni (1830–1910), Unternehmer, nach dem noch heute das Karlsbader Mineralwasser Mattoni benannt ist
- Ludwig Moser (1833-1916), Glasgraveur und -fabrikant (Moser, Ludwig & Söhne, Karlsbad)
- Friedrich Teller (1852–1913), österreichischer Geologe
- Josef Maria Kotzian, genannt Josef Maria Kotzky (1856–1917), österreichischer Dirigent
- Sophie von Kuensberg (1861–1938), Schriftstellerin, siehe auch Künsberg
- Wenzel Wirkner (1864–1947), Maler
- Paul Moser (1865–1924), österreichischer Pädiater
- Emil Goldmann (1872–1942), Rechtshistoriker
- Otto Neubauer (1874–1957), Internist
- Alfred Grünberger (1875–1935), österreichischer Politiker
- Wilhelm Falta (1875–1950), österreichischer Mediziner
- Richard Teschner (1879–1948), österreichischer Künstler des Wiener Jugendstils
- Viktor Kafka (1881–1955), österreichischer Neuropsychologe und Bakteriologe
- Carl Thiemann (1881–1966), deutscher Graphiker, Maler
- Hugo Uher (1882–1945), tschechischer Bildhauer
- Eugen de Witte (1882–1952), Politiker
- Walther Klemm (1883–1957), deutscher Maler und Graphiker
- Hans Gallus Pleschner (1883–1950), österreichischer Urologe
- Bruno Maria Adler, auch Pseud. Urban Roedl, Lorenz Brunner, (1888–1968), Literatur- und Kunsthistoriker
- Walter Serner, eigentlich Walter Seligmann (1889–1942), Schriftsteller
- Franz Planer (1894–1963), Kameramann
- Heinrich Fischer, auch H. C. Fisher (1896–1974), Schriftsteller
- Karl Hermann Frank (1898–1946), nationalsozialistischer Politiker
- Lily Pincus (1898–1981), Sozialtherapeutin, Schriftstellerin
- Walter Becher (1912–2005), Vertriebenenpolitiker, CSU-Bundestagsabgeordneter 1965-1980
- Wilhelm Hager (1921-2006), Bildhauer und Kunstmaler
- Kurt P. Lohwasser (1922–1999), Maler und Grafiker
- Traute Richter (1924–1986), Schauspielerin
- Otto Häuser (1924–2007), geboren im Ortsteil Schankau, deutscher Schriftsteller
- Jan Pohan (* 1930), geboren im Ortsteil Drahowitz, tschechischer Schauspieler
- Gerhard Schmidt-Gaden (* 1937), Gründer und Leiter des Tölzer Knabenchores
- Blandina Paschalis Schlömer OSCO (* 1943), Trappistin und Ikonographin
- Milan Augustin (* 1960), Archivar und Historiker